# Liste der spanischen Botschafter in Russland

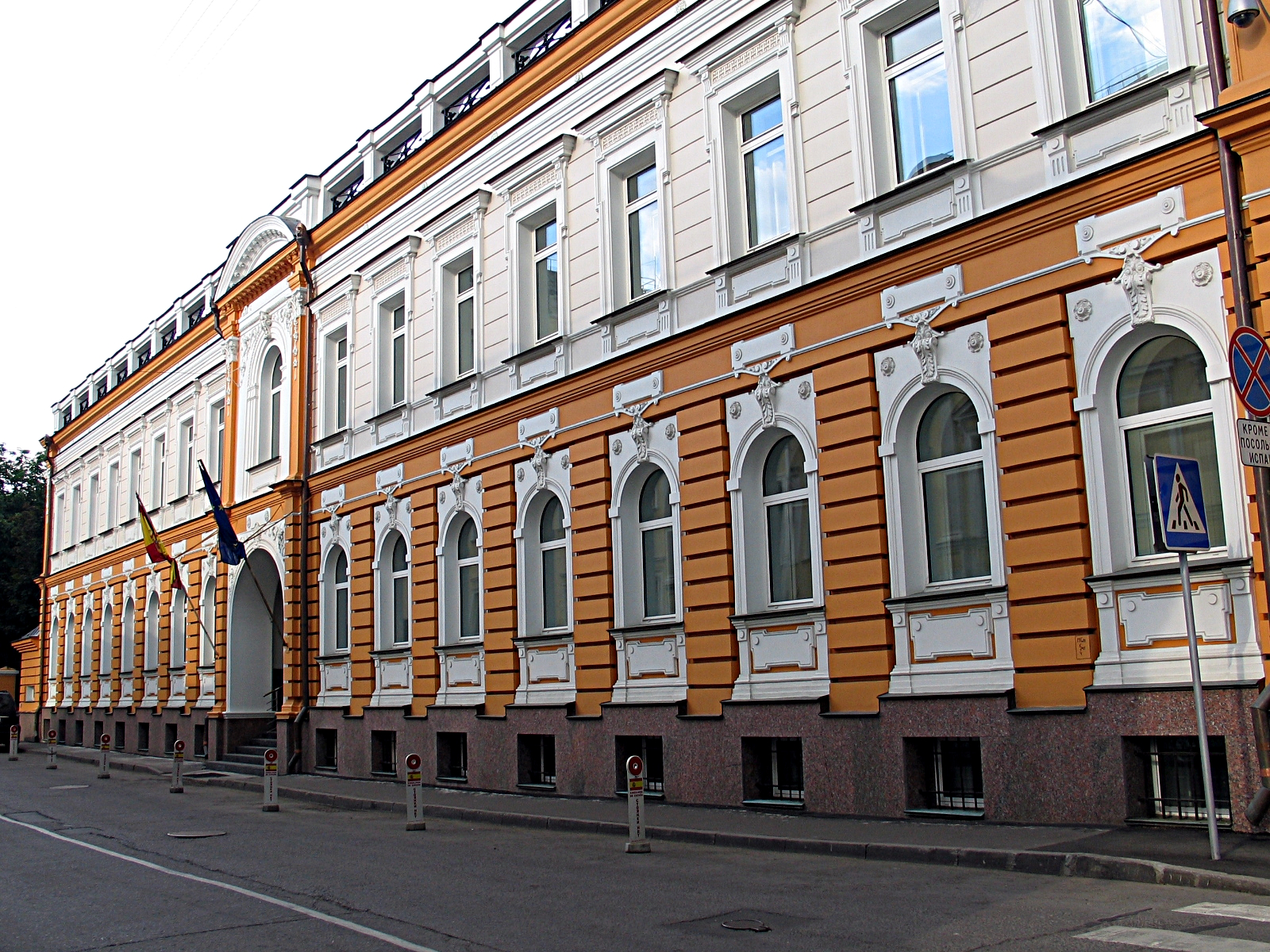
Spanische Botschaft in Moskau

Botschafter Spaniens in Russland sind Gesandte der spanischen Regierungen bei den russischen Regierungen.

## Geschichte
Im 9. Jahrhundert entsandte Alfons III. von Asturien areanische Missionare an den Hof von Olga vom Kiewer Rus.
1519 schrieb Karl V einen freundschaftlichen Brief an Wassili III. von Russland. Wassili schrieb am 26. Mai 1522 zurück, dass er die freundschaftlichen Beziehungen, wie sie mit Maximilian bestanden haben fortsetzen möchte.
Dieser Brief kam 1523 in Valladolid der damaligen Residenz von Karl V an. Wassili hatte seinen podyachi Hofschreiber Yákov Polúshkin als ersten Botschafter mit gesandt.
Die Antwort-Botschaft wurde von Conde Antonio de Padua nach Moskau gebracht, das Ziel der Mission war zum Frieden zwischen dem Großfürstentum Moskau und dem Großfürstentum Litauen beizutragen, die Botschafter brachen im Mai 1523 in Valladolid auf und brauchten fast ein Jahr nach Moskau. Im Herbst 1524 machten sich die Spanier zusammen mit einigen Repräsentanten von Wassili, dem Iván Zasékin-Yaroslavski und dem dyak (Haupthofschreiber) Simeón Borísov auf den Rückweg. Karl V empfing die Botschafter in Valladolid am 29. April 1525.
Nach vier Monaten in Spanien machten sich die Botschafter wieder auf den Weg nach Moskau.

## Botschafter
| Ernennung/Akkreditierung | Posten verlassen | Name                                                    | Besonderheiten                      |
| ------------------------ | ---------------- | ------------------------------------------------------- | ----------------------------------- |
| Mai 1524                 | Herbst 1524      | Conde Antonio de Padua                                  |                                     |
| Dezember 1726            | 1730             | James Francis Fitz-James Stuart, 2. Duke of Berwick     | Sankt Petersburg                    |
| 1760                     | 1763             | Pedro Jiménez de Góngora, 1st Duke of Almodovar del Río | Sankt Petersburg                    |
| 1764                     | 1767             | Vizconde Herrería                                       | Sankt Petersburg                    |
| 1772                     | 1780             | Francisco Guillermo de Lacy y White                     | Sankt Petersburg                    |
| 1820                     | 1823             | Francisco de Zea-Bermudez                               | Sankt Petersburg                    |
| 1788                     | 1792             | Miguel de Galvez y Gallardo                             | Sankt Petersburg                    |
| 1839                     | 1843             | Pedro de Alcántara Álvarez de Toledo y Palafox          | Sankt Petersburg                    |
| 1904                     | 1905             | Cipriano Muñoz y Manzano                                | Sankt Petersburg                    |
| 21. September 1936       | 21. April 1938   | Marcelino Pascua                                        |                                     |
| 1973                     | 1977             | Eduardo Ibáñez y García de Velasco                      | Misión Comercial de España en Moscú |
| 1977                     | 1981             | Juan Antonio Samaranch                                  | [ 5 ]                               |
| 28. März 1981            | 1983             | Luis Guillermo de Perinat y Elío                        |                                     |
| 1995                     | 1997             | Rafael Dezcallar de Mazarredo                           |                                     |
| 1997                     | 1999             | José Antonio de Yturriaga Barberán                      |                                     |
| 21. März 2005            | 2007             | Francisco Javier Elorza Cavengt, Marqués de Nerva       |                                     |
|                          | 2008             | Juan Antonio March Pujol                                |                                     |
| 2009                     |                  | Jesús Atienza Serna                                     |                                     |